# Anne Matthes
Anne Matthes (Freital, 30 de abril de 1985) es una jugadora de voleibol y voleibol de playa alemana.

## Carrera
Comenzó su carrera en el TSV Frohsinn Seifersdorf. En 2000 se trasladó al TuS de Dippoldiswalde, del que volvió a salir en la temporada 2001/02. En las siguientes temporadas jugó en el Dresdner SC en la 1. Bundesliga, con la que también se proclamó campeona de Alemania en 2007.

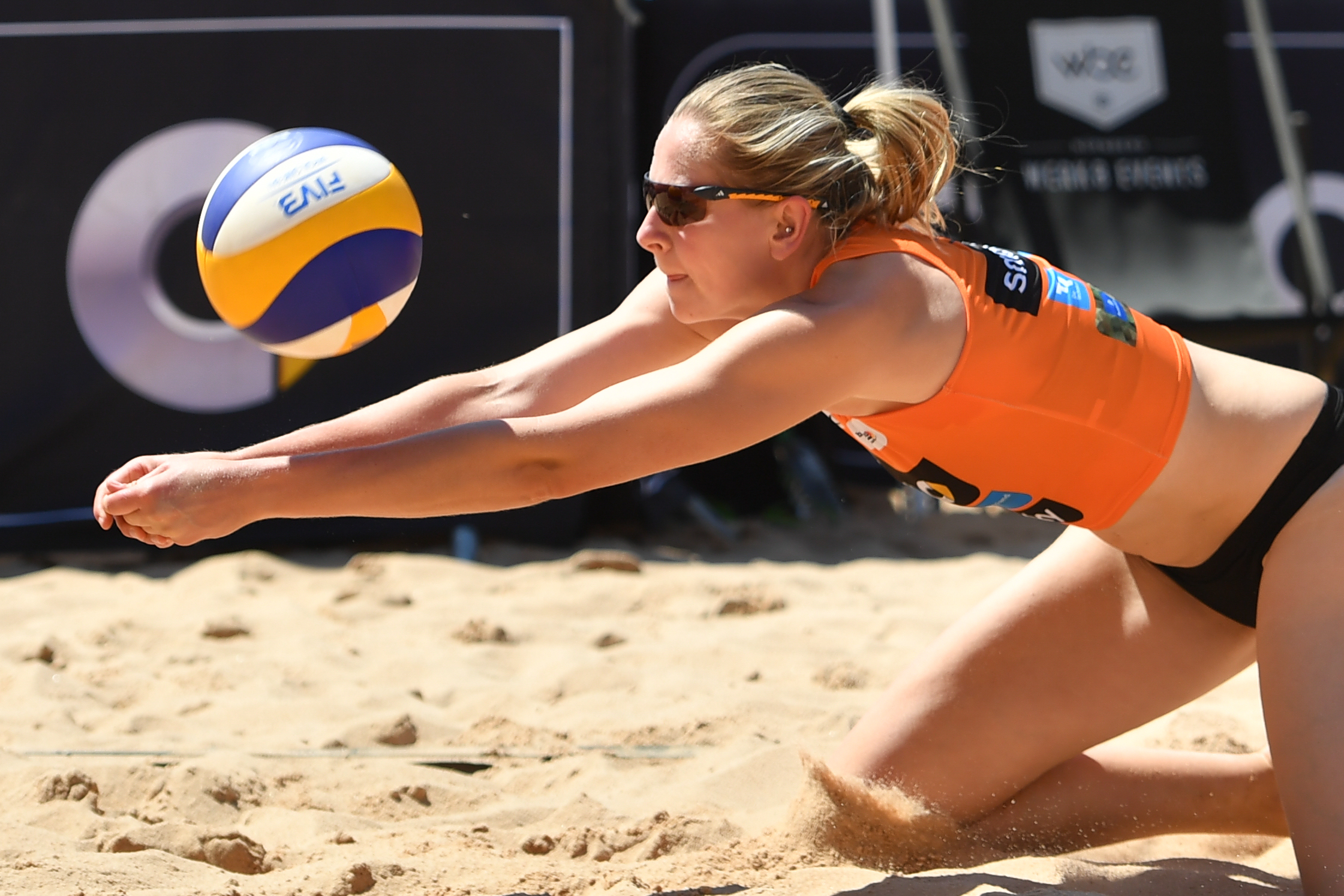
Matthes en el Smart Beach Tour de 2017.

De 2009 a 2011 Matthes jugó en la segunda división de Italia, primero con el Infotel de Forlì y desde 2010 con el Mastergroup de Matera. En 2011 regresó a Dresdner SC. Desde 2007, Matthes también forma parte de la selección alemana de voleibol, con la que obtuvo el tercer puesto en el Gran Premio de 2009 y el cuarto puesto en el Campeonato Europeo. Participó en el Campeonato Mundial de Voleibol Femenino de 2010 en Japón. En 2011 incluso se convirtió en vicecampeona en el Campeonato Europeo Femenino de ese año. Después de la temporada 2012/13, terminó su carrera en la sala y jugó voleibol de playa con Stefanie Hüttermann durante dos años. En 2015, Anne Friedrich de Hamburgo fue su pareja. Matthes/Friedrich solo se ubicaron entre los diez primeros en el Smart Beach Tour nacional y se clasificaron para el campeonato alemán en Timmendorfer Strand.